# テト攻勢
テト攻勢（テトこうせい、ベトナム語: Sự kiện Tết Mậu Thân、英語: Tet Offensive）は、ベトナム戦争中の1968年1月にベトナム民主共和国（北ベトナム）と南ベトナム解放民族戦線（解放戦線）によって行われたベトナム共和国（南ベトナム）やアメリカ合衆国（アメリカ）等に対する奇襲攻撃である。テトとはベトナムの旧正月の事であり、戦争中には祝日には短期間停戦する事となっており同年もテトの期間中は停戦が行われていたが、その最中の1月30日未明にこの攻勢がかけられた。なお停戦期間中であったため南北双方で休戦協定違反であると非難合戦が行われたが、南ベトナム側は一部地域で停戦を取り消していたためどちらが先に協定を破ったかの決着はつけがたかった。
この戦いでベトナム人民軍（北ベトナム軍）と解放戦線は南ベトナム全土で攻勢を開始し、同国の主要都市を一斉攻撃すると共にケサンのアメリカ軍基地を攻撃し、都市攻撃と基地攻撃の複合戦で南ベトナムやアメリカを揺さぶった。この攻撃で同年2月12日までに全省都44の内34省都が攻撃を受けた。そして首都サイゴンのアメリカ大使館は解放戦線のゲリラによって一時的に占拠され、古都フエ市は一時占領された。その時解放戦線は都市住民が蜂起する事を期待したが、それは叶わなかった。そしてその結果ベトナム共和国軍（南ベトナム軍）やアメリカ軍は一応防衛には成功したものの大打撃を受けた。またこの戦いでは南ベトナム・アメリカ側の犠牲は甚大であったが、もう一方の北ベトナム・解放戦線側の犠牲も甚大であった。だが結果的に索敵撃滅・農村平定というアメリカの戦略は崩壊した。そのためアメリカでは同年3月31日に大統領リンドン・ジョンソンが次期大統領選不出馬を表明するとともに北爆を停止。和平交渉による戦争終結を目指すようになった。そのような意味で、この戦いはベトナム戦争の流れを大きく変える軍事行動であった。

## 概説
旧正月の祝日であるテトの期間は、南北ベトナム軍双方、暗黙のうちに休戦期間とする慣例があった（テト休戦）。しかし1968年は、北ベトナムと解放戦線側は南ベトナム全土での大規模なゲリラ攻撃を七ヶ月前から企画し、私服の戦闘員を各都市に浸透させ、拠点に武器を集積するなど準備したのち、テト2日目の1月31日未明までには解放戦線は各地でほぼ一斉に蜂起した。
北ベトナムによる奇襲・大攻勢であったが、南ベトナム側も一部地域の休戦を取り消しており、両者の間で停戦協定違反をめぐって非難合戦が行われた。
南ベトナム全土の政府施設・インフラストラクチャー・アメリカ側の施設・軍事拠点が攻撃対象にされたが、中でもフエ、サイゴンは最重点目標とされ、サイゴンではアメリカ合衆国大使館、大統領官邸、参謀本部、海軍司令部、国営放送局（ラジオ局）及びタンソンニャット国際空港に攻撃目標が置かれた。ほとんどの都市で北ベトナム軍による軍事行動がとられ、ケサンの米軍重砲基地も攻撃対象に含まれていた。特にダナンでは大激戦となった。また、フエは2月24日まで25日間にわたって解放戦線側の支配（解放戦線の立場からは「解放」）が続くこととなった。

### 攻勢側の襲撃

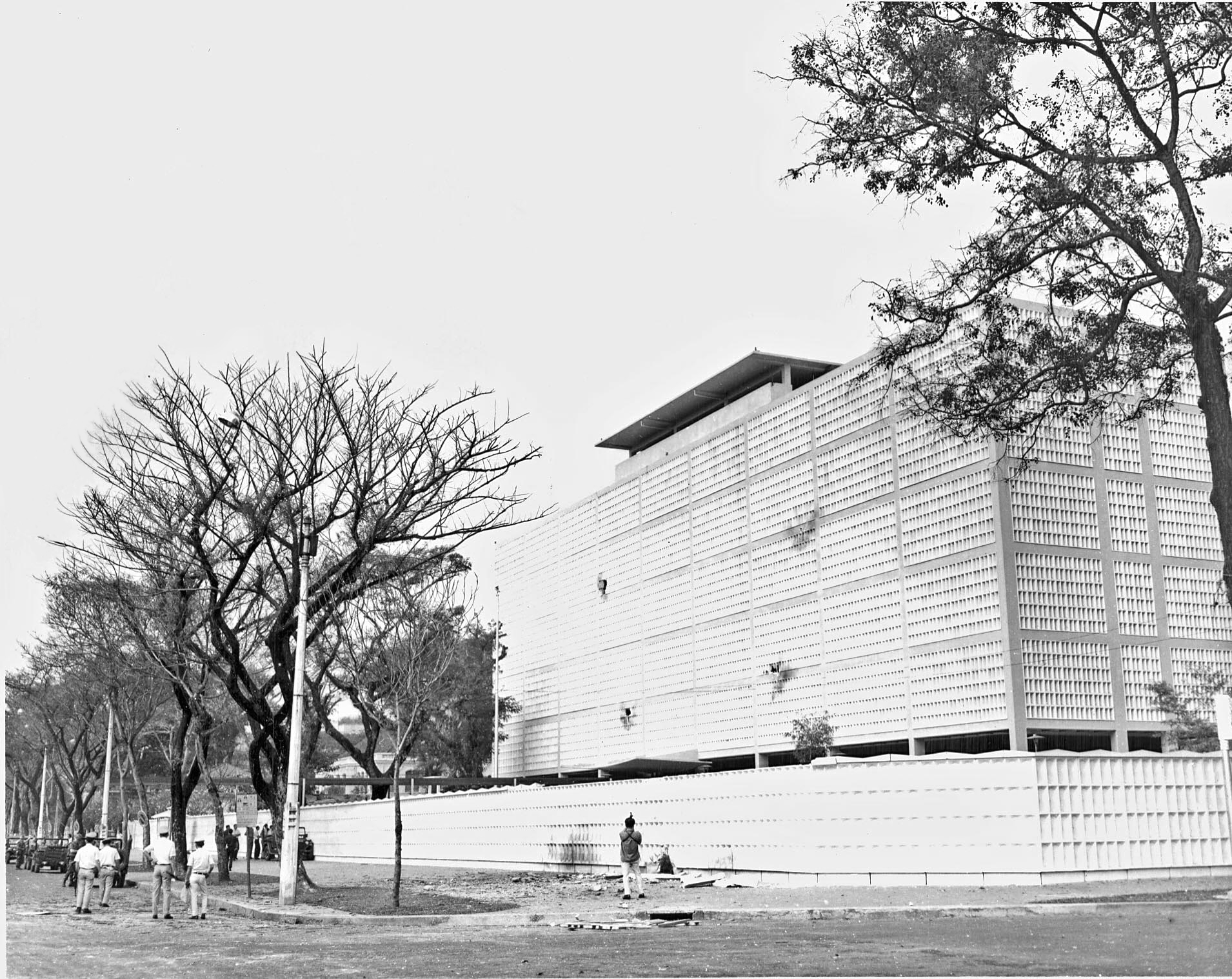
NLFに一時占拠されたサイゴンのアメリカ大使館

攻撃側の士気は非常に高く、サイゴンのアメリカ大使館は解放戦線側に一時占拠された。アメリカ特命全権大使や駐ベトナム米軍総司令官のウィリアム・ウェストモーランド大将は辛くも難を逃れた。
南ベトナム大統領官邸も解放戦線に襲撃されたが、こちらは南ベトナム軍側が防衛に成功した。サイゴンでは、やがてアメリカ軍と南ベトナム軍の反撃によって攻勢側が確保した拠点の多くが奪還されていった。
北ベトナム軍総司令官のヴォー・グエン・ザップはテト攻勢には反対の立場であったが、他の北ベトナム軍幹部らや南ベトナム解放民族戦線に押し切られる形で、作戦を実行する事となった。南ベトナム解放民族戦線と北ベトナム軍は、都市の密集した人口が盾となり南からの攻撃から守られると想定していたが、実際にはチョロン、フエ、ミトー、カントーはじめ都市部の人口密集地域にもアメリカ空軍とサイゴン政府空軍により猛爆が加えられ、民衆もろとも多大な犠牲を払うこととなった。

#### フエ事件（別名：フエの虐殺、ユエの虐殺）
解放戦線は、ベトナム中部の要衝フエ（ユエとも）については2月末近くまで支配を維持したが、結局持ち堪えられなくなり撤退、その後多数の死体が発見された。サイゴンの米大使館はこれらの死体の中には解放戦線側により処刑された、さらには残虐な殺され方をしたとみられるものが多数あったと発表した。その中には文民（その多くが政府職員及び知識人や地域の政治リーダーだったとされる）やカトリック神父も含まれていたとされた。後に、サイゴンにおけるアメリカ国務省総合情報局の分析専門家ダグラス・パイクはこれらの写真を公表した。ただし、次々とこれらの死体発見の発表が続いていた、当の3月から4月の間、米軍は現場を公開しようとせず、各国の一般ジャーナリストの立入調査を認めることもなく、また、そもそもフエでは米軍の砲撃・爆撃だけでも多数の死者が出ているはずであり、ならばそれらの死体はどこに消えたのかという疑問も指摘されている。翌1969年には新たな大量の死体が発見され、米側はこれも解放戦線側の虐殺によるものだと主張した。
フエでは、あらかじめ諜報員の諜報活動によって作られた処刑リストにもとづいて解放戦線による占領直後から処刑が始まったする説（初期のダグラス・パイク）、一部はリストに基づくが、秘密活動をしていた工作員らが姿を現したものの、米軍・政府軍側の反撃により占領を維持できなくなった結果、工作員らが正体を隠し続ける必要から殺害された者が多数だとする説（レン・E・アクランド、後期のダグラス・パイク、古森義久）、ある程度の殺害はあったものの大量虐殺というのはそもそもデッチ上げだとする説（ガレス・ポーター、エドワード・ハーマン）等がある。
本多勝一が戦争終了後ベトナムを訪問して革命委員会関係者らに尋ねたとき、自軍の爆撃への批判を恐れた米側が爆撃等による死者を偽装したものだとの説明を受けている。実際には、かなりの南ベトナム政府側関係者が亡くなっているようではあるが、ダグラス・パイクが言うほど関係者とその家族ほとんどが殺されたというわけでもないようである。さらに、米軍・南ベトナム政府側が支配を奪還した各地でベールを脱いだ解放戦線協力者の摘発を行っていて、そこから寧ろ南ベトナム側の復讐部隊が解放戦線協力者とみられる者を殺害したものとみる見方もある。ミネソタ大学歴史教授のスコット・レイダーマンは、ダグラス・パイクが語るような形での虐殺はもはや歴史家によって否定されていて、アメリカにおけるフエ虐殺の強調は「戦争中、我々がどんなにひどいことをしても、彼らはもっとひどかった」という形で、アメリカ人の心の中和剤になっているのだとする。
この処刑については、反共宣伝に有力な材料を提供した一方で、解放戦線への恐怖を南ベトナム国民に植え付ける結果となり、1975年の南ベトナム軍崩壊やサイゴン陥落の際のパニックにはこの影響があるとする見方もある。

### 攻勢の結果
南ベトナム事態は、メディアを通じて世界に報道された。特にテレビにより、生々しい映像がその日のうちにアメリカ合衆国に伝えられ、世論に大きな影響を与えた。また南ベトナムの国家警察総監グエン・ゴク・ロアン（阮玉鸞）はサイゴンの路上で、捕虜として連行されてきた解放戦線の兵士グエン・ヴァン・レム（阮文歛）といわれる人物（異説あり）を裁判もなくその場で自ら射殺した。その残酷な場面は、カメラマンのエディ・アダムズに撮影され、世論に衝撃を与えた。アダムズはこの写真（『サイゴンでの処刑』）、で1969年度ピューリッツァー賞 ニュース速報写真部門を受賞した。
軍事的には期待していた都市住民の加勢を得られなかった解放民族戦線側は損害の大きさの割に成果が少なく、戦術的な面で見れば攻撃は失敗であった。米軍の戦力はほぼ温存された。また、米軍発表によれば、推定6万7,000人とされた解放民族戦線の戦闘兵力の2/3が壊滅したという（これにより、かえって北ベトナムの影響力は強まり、解放戦線の独自性がいっそう失われたという見方がある。）。しかし、一時的にせよアメリカ大使館が占拠された事態は、ベトナム戦争の終結は間近であると知らされていたアメリカ国民に衝撃をもって受け止められた。アメリカの索敵撃滅・農村平定という戦略の遂行は、困難になった。
特に、フエ市やチョロン地区（サイゴン市内）その他デルタ地帯の都市部への空爆の実態なども、改めて米国民の知るところとなり、アメリカ本土のベトナム反戦運動は非常に高まった。これにより、アメリカ合衆国大統領リンドン・ジョンソンは、ウェストモーランド大将を駐ベトナム米軍総司令官の座から解任して陸軍参謀総長とし、次席司令官のクレイトン・エイブラムス大将を後任の総司令官に任命すると共に、次期大統領選挙への出馬を自ら取り止めた。このような理由から、戦略的には解放戦線が成功を収めたといえる。
アメリカの反戦運動を盛り上げ、ジョンソン政権には大きな圧力を加え、結果的にアメリカ合衆国連邦政府の継戦意思の転機となったテト攻撃で、北ベトナムが得た政治的成果は大きかった。当初は攻勢へ反対意思を示していたヴォー・グエン・ザップも、結果として戦略的成功である事を認めたと言われる。以後、アメリカは脱ベトナム政策の「名誉ある撤退」という方便を模索するようになった。